# Arkhangelskoïe
Arkhangelskoïé (en russe : Архангельское) est un domaine historique situé à une vingtaine de kilomètres à l'ouest de Moscou, en Russie. Il se compose d'un vaste parc et de bâtiments de style classique ou « Empire ».

## Description
Le bâtiment principal est un château classique, construit dans les années 1790 par l'architecte français Jacob Guerne et faisant face à la Moskova. Des terrasses et un parc ponctué de statues à l'antique offrent une vue magnifique sur la rivière.
D'autres bâtiments, comme le pavillon « Caprice », ou la chapelle Saint-Michel (1640), ainsi que le monument de la Grande Catherine ou celui dédié à Pouchkine, ajoutent au charme du domaine.

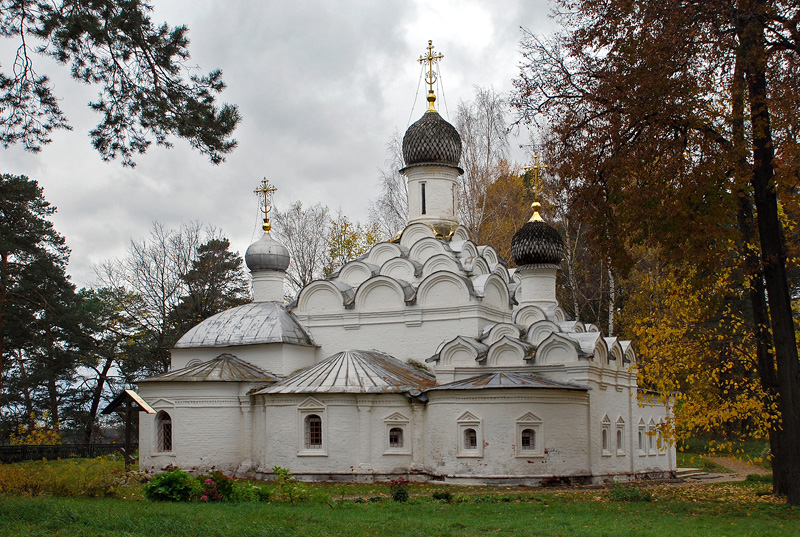
Vue de l'Église Saint-Michel-Archange (Arkhangelskoïe) dans le domaine d'Arkhangelskoïe (2008).

En 1909, fut construite une petite nécropole familiale restée inachevée en 1916. Nommée « la Colonnade », elle sert actuellement de salle d'exposition.
Dans les années 1930, de vastes bâtiments le long de la rivière furent construits, tels le sanatorium, pour servir de résidence de repos et de convalescence aux ouvriers méritants.

## Histoire
De 1703 à 1810, le domaine était la propriété de la famille Galitzine ; puis en 1810, date de son acquisition par le prince Nicolas Youssoupoff, à 1917, il appartint à la famille Youssoupoff (ou Youssoupov selon la graphie habituelle depuis les années 1970).
Le domaine fut alors nationalisé par les bolchéviks qui en firent un centre de repos du peuple.
Le prince Félix Youssoupoff, fils des derniers propriétaires, en fait une longue et complète description dans le premier tome de ses mémoires intitulés « Avant l'exil ».
Le domaine d'Arkhangelskoïé est voisin de cinq kilomètres de celui d'Ilynskoe, propriété avant la Révolution du grand-duc Serge, gouverneur général de Moscou. Il fut transmis en héritage à sa mort en 1905 à son neveu le grand-duc Dimitri, qui le détint également jusqu'en 1917.